# Sós Ágnes
Sós Ágnes (Budapest, 1966. április 3. –) magyar filmrendező.

## Élete
Budapesten született. A Marx Károly Közgazdaságtudományi Egyetemen végezte tanulmányait 1984 és 1989 között, de már fiatal korában a film volt a hobbija. A diploma megszerzése után, egy szerencsés véletlennek köszönhetően került kapcsolatba a Magyar Televízióval, ahol 1990-től 11 éven át dolgozhatott külsős szerkesztőként. 1991-ben kezdett dokumentumfilm műfajban forgatni, kezdetben a televízió számára, 2002 óta pedig önállóan dolgozik, egyre több esetben producerként is az alkotásai mögé állt. Mára már egyértelműen nemzetközi körökben is ismertnek és elismertnek tekinthető, sokoldalú dokumentumfilmessé vált.
Legszívesebben dokumentumfilmeket készít, és a dokumentumfilm-készítésnek is leginkább azt a műfaját műveli, mely az egyes emberek életét, sorsát olyan közelről, olyan mélységben mutatja meg és követi nyomon, amilyennel a hétköznapokban talán sohasem szembesülhetne a néző. Minden témájában az a célja, hogy az intimitás határait folyamatosan súrolva, vagy akár azon át is lépve olyan mélyre ásson, ahol az illető cselekedeteivel kapcsolatosan már csak az okozatokra, hanem az okokra is fény derülhet. Saját bevallása szerint igazi „hiénaszerepbe” kell, hogy navigálja magát a dokumentumfilmes ilyen helyzetben, ezért különösen is vigyáz arra, meddig tolakszik bele a kamerájával „szereplője” életébe, és mennyit tár a felvett anyagaikból a nyilvánosság elé.
Filmjeinek elkészítéséhez általában éveken keresztül követi nyomon alanyainak életét, sorsát, de a Láthatatlan húrok – A tehetséges Pusker nővérek című filmje például – amely egy kecskeméti születésű hegedűművész testvérpár életét mutatja be, egy, a forgatás közben kiderült, hajdani családi tragédia árnyékéban – 7 éven keresztül készült. Az Őrült szerelem ez című filmje készítéséhez ugyancsak éveken keresztül kísérte figyelemmel fiatal római katolikus és görögkatolikus papok életét, a három év alatt elkészülő Szerelempatak filmje pedig egyfajta "paraszt dekameron", melyben idős erdélyi férfiak és asszonyok beszélnek a testi és lelki szerelemről, népmesei hangulatban és a néző számára olykor szinte meghökkentő nyíltsággal.
1992 óta Solymáron él; férje, Petróczy András is szakmabeli, operatőrként dolgozik.

## Művei
- Szerelempatak (magyar dokumentumfilm, 2013) – rendező, forgatókönyvíró, producer
- Láthatatlan húrok – A tehetséges Pusker nővérek (magyar dokumentumfilm, 2011.) – rendező
- Őrült szerelem ez (magyar dokumentumfilm, 2008) – rendező, operatőr, producer, riporter
- A dobópápa (szín., magyar dokumentumfilm, 2007) – rendező
- Ha gitt van, egylet is van (magyar dokumentumfilm, 2007) – rendező, operatőr
- Akartam volna mutatni (magyar dokumentumfilm, 2006) – rendező, operatőr, gyártásvezető
- Félálom (magyar dokumentumfilm, 2006) – rendező
- Az Illovszky Rudi bácsi (magyar dokumentumfilm, 2005) – rendező, operatőr
- Hangköz (magyar dokumentumfilm, 2005) – rendező
- Ó szól-e mi jó (magyar dokumentumfilm, 2005) – rendező, operatőr
- Hang köz (magyar dokumentumfilm, 2004) – rendező, operatőr
- Magamról röviden csak annyit... (magyar dokumentumfilm, 2003) – rendező
- Teri nagyi (magyar dokumentumfilm, 2003) – rendező, forgatókönyvíró, operatőr, szerkesztő
- Tőkések vagyunk, vagy mi (magyar dokumentumfilm, 2002) – rendező
- Van a börtön, babám... (magyar dokumentumfilm, 2000) – rendező, forgatókönyvíró, szerkesztő-riporter
- Megyek a TB-be (magyar dokumentumfilm, 1997) – rendező, forgatókönyvíró
- Vissza, haza - Boszniai hazatérők (magyar dokumentumfilm, 1997) – (TV-film) rendező
- Huszonéves üzletember (magyar dokumentumfilm, 1993) – rendező
- Leszámolás (magyar dokumentumfilm, 1993) – rendező

## Díjai
- A legjobb dokumentumfilm díja (közönségdíj), illetve az Espansioni Egylet díja a 25. Trieszti Filmfesztiválon (2014) – a Szerelempatak című filmjéért.[7]
- Balázs Béla-díj (2012)
- Magyar Filmkritikusok Díja (2011), dokumentumfilm kategóriában – a Láthatatlan húrok – A tehetséges Pusker nővérek című filmjéért.
- Ember Judit-díj (2011), a legjobb dokumentumfilm kategóriában – a Láthatatlan húrok – A tehetséges Pusker nővérek című filmjéért.
- Legjobb portréfilm díja és a Diákzsűri díja a FILM.DOK Magyar-Román Dokumentumfilm Fesztiválon – az Akartam volna mutatni című filmjéért.
- Duna Televízió Különdíja és a Diákzsűri dokumentumfilm különdíja, illetve a Magyar Dokumentumfilm Rendezők Egyesületének különdíja a 35. Magyar Filmszemlén (2004) – a Teri nagyi című filmjéért.
- Különdíj a Kamera Hungária Televíziós Műsorfesztiválon – a Tőkések vagyunk, vagy mi című filmjéért.